# Esprit Holdings
Az Esprit Holdings Limited (kínaiul:思捷环球控股有限公司) állami tulajdonban lévő cég, mely az ESPRIT márkát forgalmazza. A cég egyik székhelye a hongkongi Kowloonban, a másik a németországi Ratingenben található. 2007-2008-ban az éves bevétele 3,25 milliárd euró volt. 770 kiskereskedelmi üzlettel rendelkezik, több mint 40 országban.

## Termékek
- Women Casual - sportos és divatos
- Men Casual - egyszerű sportruházat
- Women Collection - magas színvonalú, elegáns
- Men Collection - elegáns, divatos
- de.corp ESPRIT URBAN CASUAL - fiatal, városi, nőies
- Esprit Kids - gyermekruházat
- Esprit Sports - fitness, streetwear divat férfiak, nők és gyerekek részére
- Kiegészítők - táskák, bőr- és textilkiegészítők
- Cipő - női, férfi, gyermek cipők magas minőséggel
- Bodywear - fürdőruhák, alsónadrágok férfiaknak